# Vierge à l'Enfant intronisée avec les saints
Vierge à l'Enfant intronisée avec les saints est une peinture à l'huile réalisée vers 1496-1498 par Cima da Conegliano, peinte à l'origine sur panneau mais ensuite transférée sur toile. Elle est également connue sous le nom de Retable de Dragan d'après Giorgio Dragan, un armateur qui l'a commandé pour son autel personnel dans l'église Santa Maria della Carità à Venise. À gauche du trône se trouve une sainte (probablement Catherine d'Alexandrie), les saints Georges et Nicolas, tandis qu'à droite se trouvent Antoine le Grand, Sébastien et une autre sainte (probablement Lucie).
Le tableau a été acquis par l'État en 1812 lorsque cette église a été supprimée et transformée en section principale des Galeries de l'Académie de Venise, où il est toujours conservé.